# Museu Arqueológico Regional de Centuripe
O Museu Arqueológico Regional de Centuripe exibe sua coleção de achados arqueológicos romanos no interior da Sicília, e está localizado na cidade de Centuripe, perto do Templo dos Augustales e de outros sítios arqueológicos. Depende do Polo Regional da Piazza Armerina, Aidone e Enna da Superintendência de Patrimônio Cultural e Ambiental da Enna.

## Historia
Após as campanhas de escavação do início do século XX, o município de Centuripe, reunindo uma série de artefatos (embora sem referências contextuais precisas) e alguns obtidos a partir da primeira pesquisa arqueológica realizada pela Universidade de Catania, ele ordenou uma coleção de artefatos constituindo seu próprio "Museu Cívico". As coleções foram mantidas na antiga sede do prédio municipal.
Em 1956, a administração municipal liderada pelo prefeito Scarlata aprovou um projeto para a construção de um museu em posição panorâmica em direção ao Monte Etna e ao vale do Simeto. O trabalho, entretanto, prosseguiu lentamente, finalmente parando por muitos anos até os anos 80 do século XX. Um novo projeto desenvolvido pelo arquiteto Franco Minissi pôs em prática o processo construtivo que durou mais uma vez. No final dos trabalhos, o material da coleção encontrou um novo arranjo mais adequado à importância da coleção de arte no novo grande edifício que foi inaugurado em dezembro de 2000.
As coleções do antigo museu cívico foram integradas às descobertas fornecidas pelas escavações realizadas desde 1968 pela Superintendência do Patrimônio Cultural. No entanto, um grande número de artefatos e uma grande parte da coroplástica centuripina permanecem no Museu Arqueológico Regional Paolo Orsi em Siracusa.
O Museu apresenta a história da cidade desde tempos remotos até a sua destruição com cerca de 3000 artefatos.

## Estrutura do Museu
O museu é dividido em diferentes níveis.

### Andar 1
O plano documenta os locais de habitação, atividades econômicas, achados com esculturas romanas significativas. Além disso, a terracota local do período helenístico com máscaras e estátuas que expressam o alto nível técnico alcançado e o tipo original de formas e objetos. O espaço central é destinado ao complexo Augusteum Uma refinada estátua helenística de Musa (época II aC-I d.C) (da coleção municipal descontextualizada). Uma colossal cabeça do imperador Adriano (século II) encontrada na área de Difesa. Esculturas do edifício Augustali, representando membros da família imperial e imperadores. Um excepcional tronco de mármore, provavelmente de Augusto, vindo do Augusteum. Estátua feminina sem cabeça com roupas que envolve o corpo com cortinas artificiais. Interessante a presença de algumas Columbarias cuja presença na Sicília é tradicionalmente limitada enquanto a Centuripe se encontram em alta quantidade e no museu algumas estão expostas. Os Columbários levam o nome do falecido e foram geralmente encontrados no túmulo da família.

### Mezanino
Material da antiga coleção municipal sem dados de escavação. Repertório de falsificações, de materiais escavados ilegalmente e recuperados.

### Andar 2
Material da Necrópole, equipamento funerário, exibição dos ritos e costumes da época.

### Andar 3
O espaço é dedicado a exposições temporárias.

## Galeria de imagens do Museu

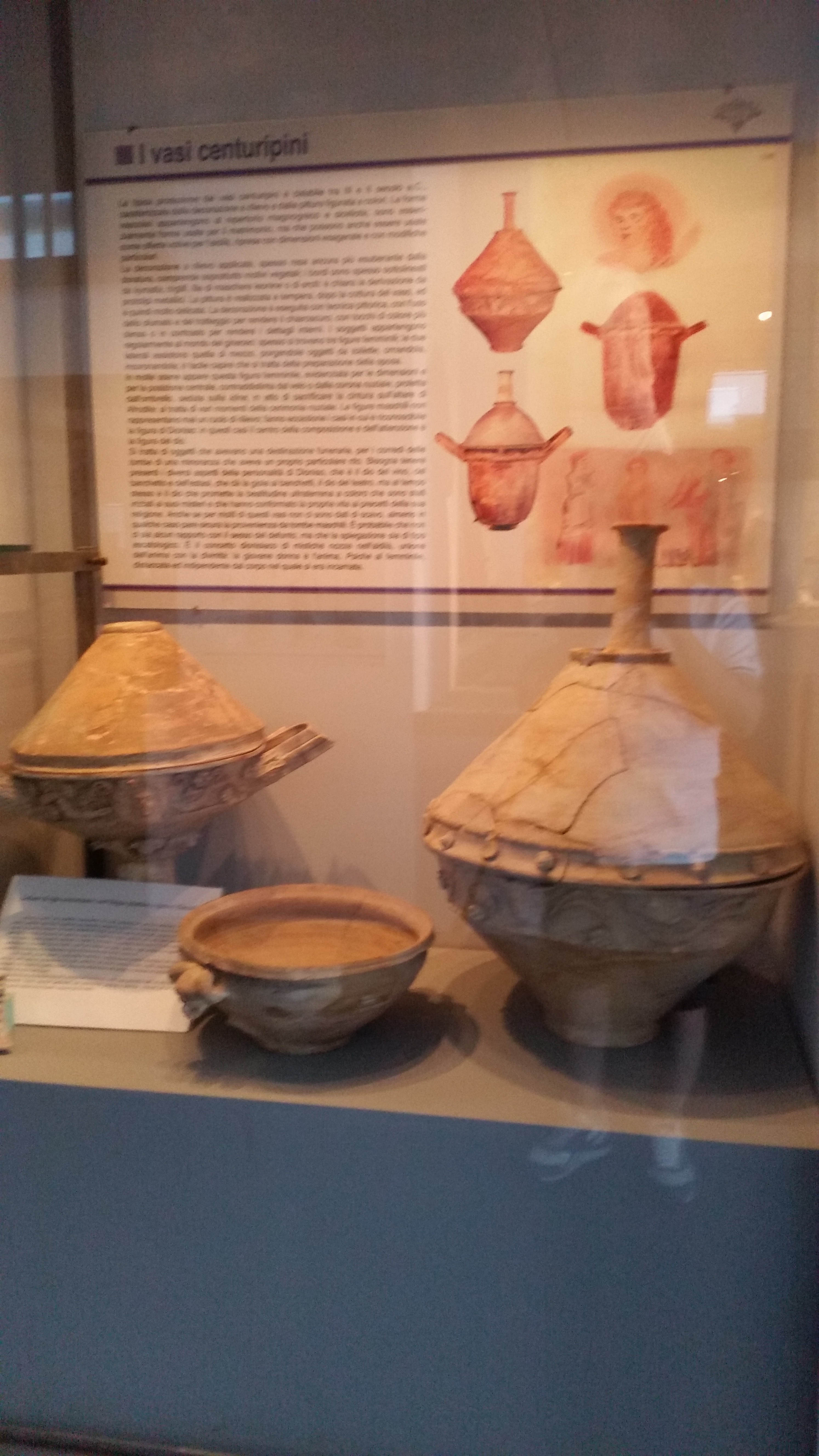
Lekanis e crateras de Centuripe
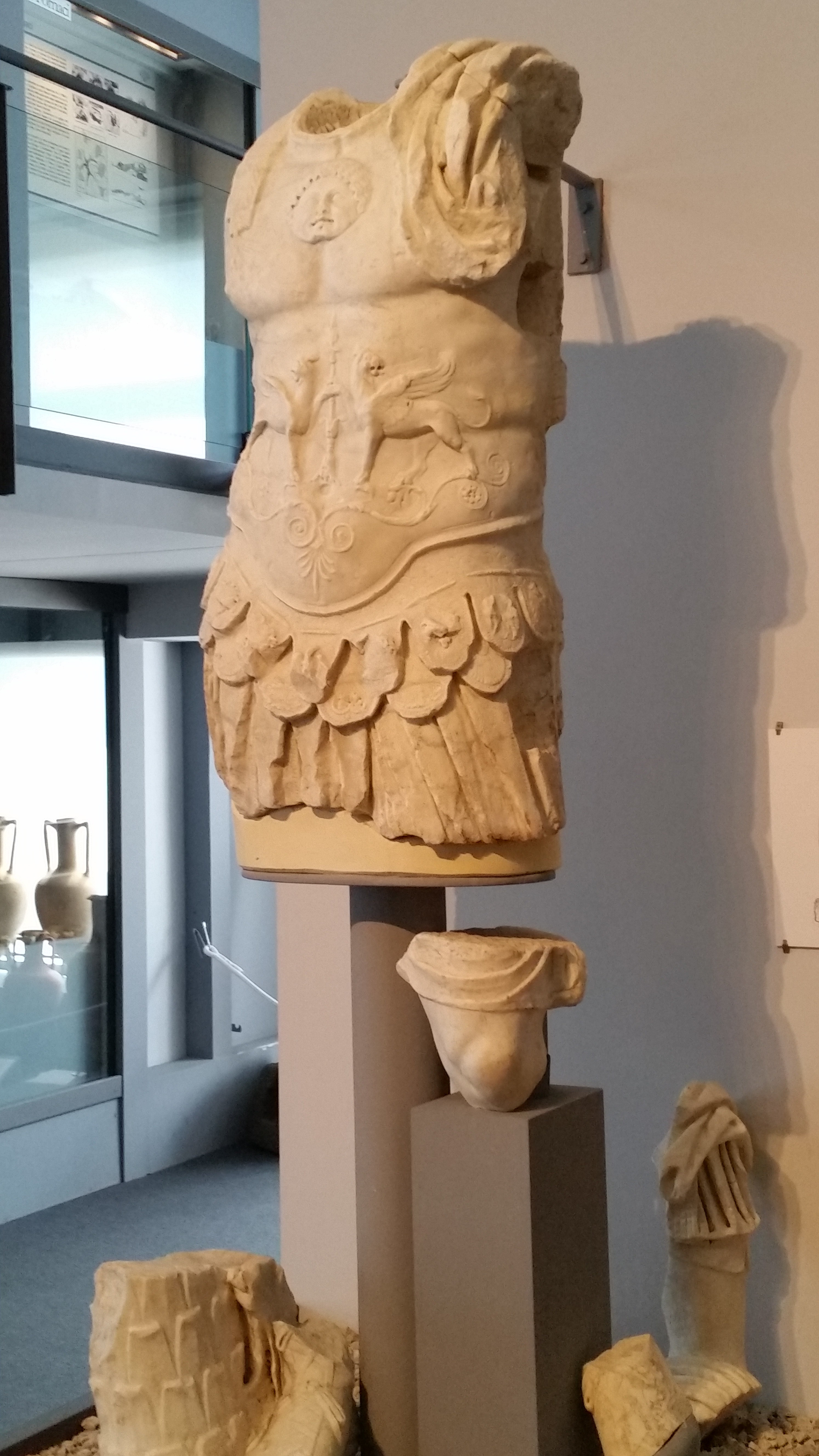
Busto sem cabeça de Augustus
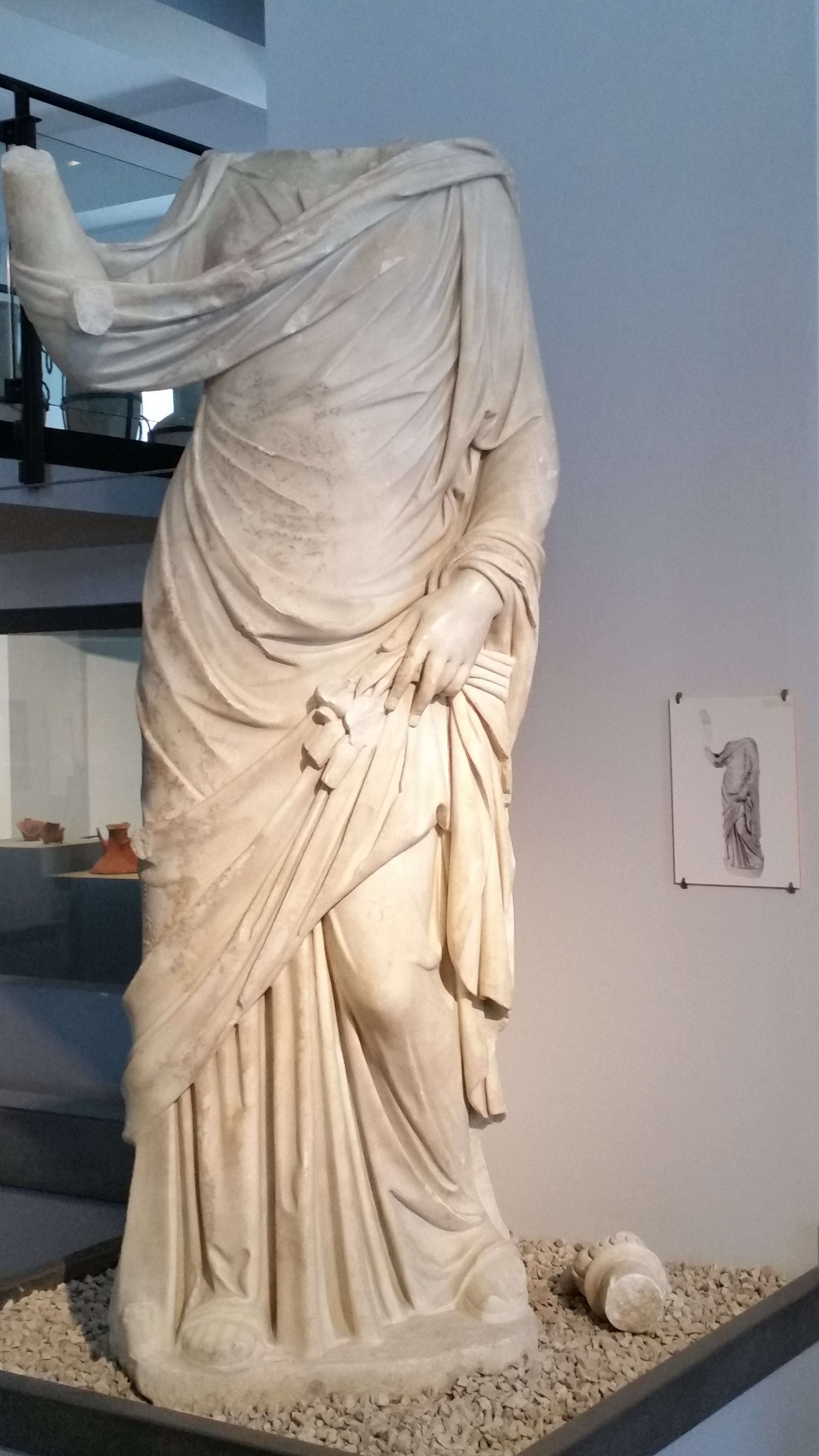
Estátua de mulher sem cabeça
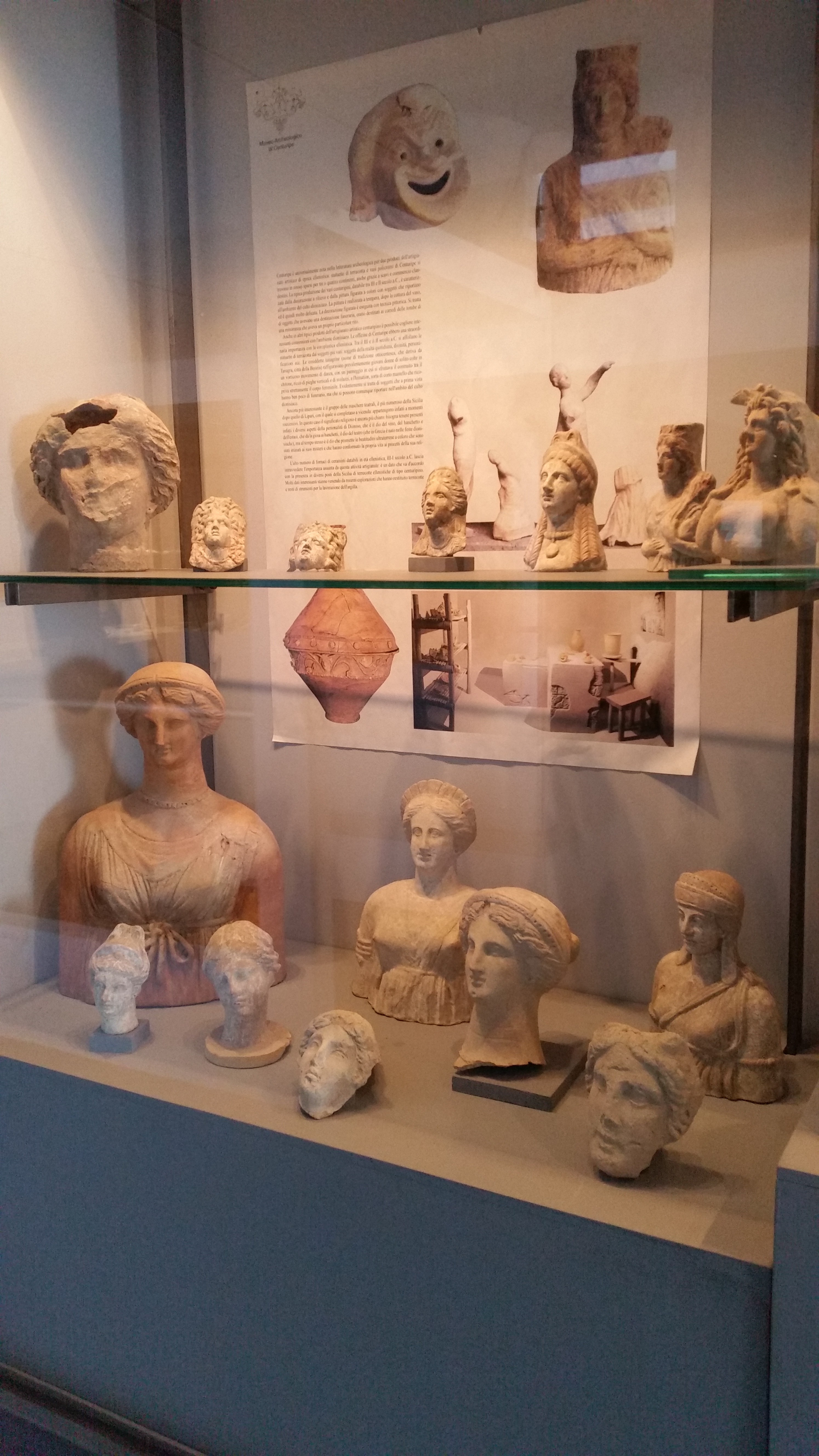
Decorações funerárias
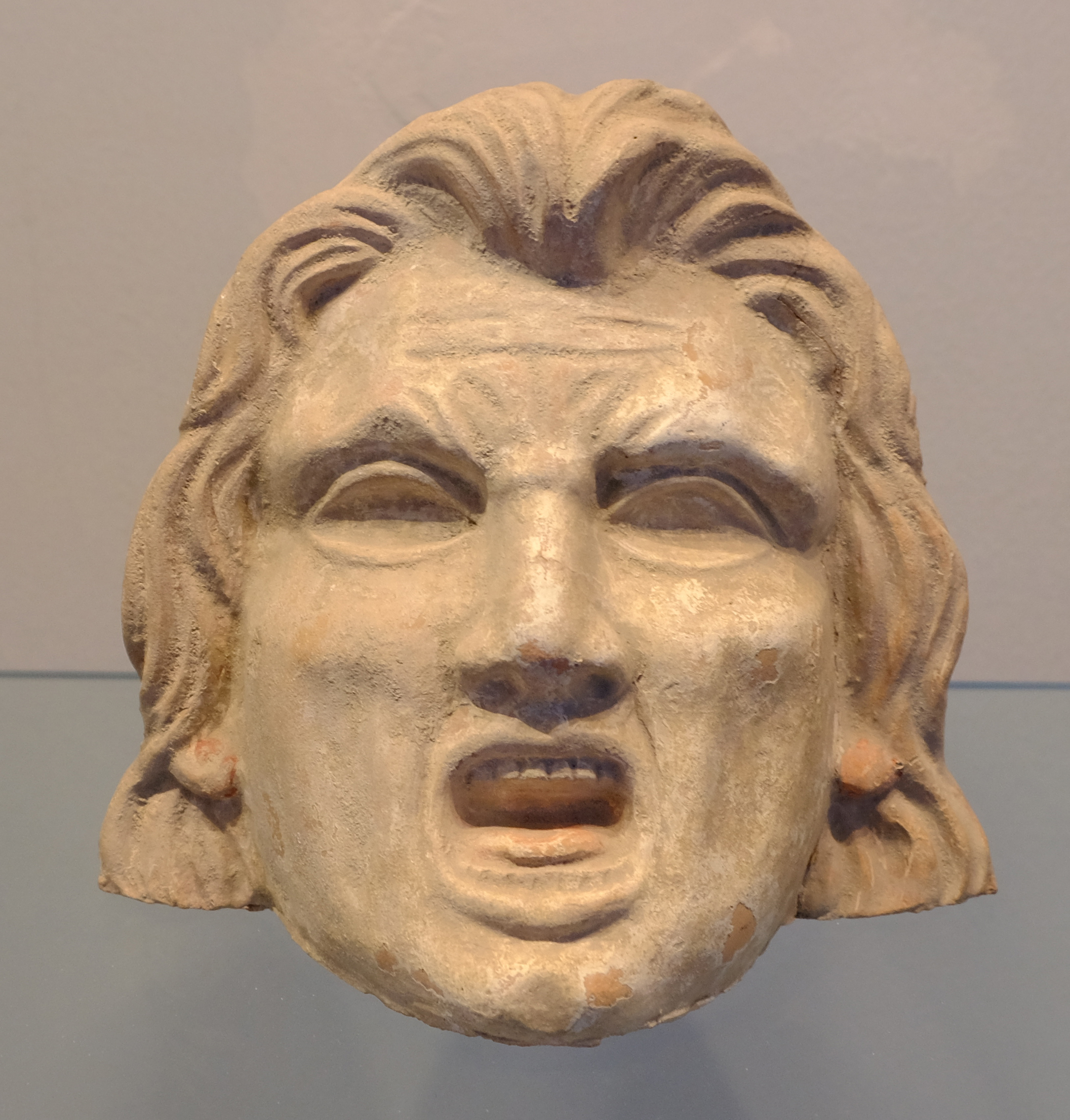
Máscara no estilo de Centuripe
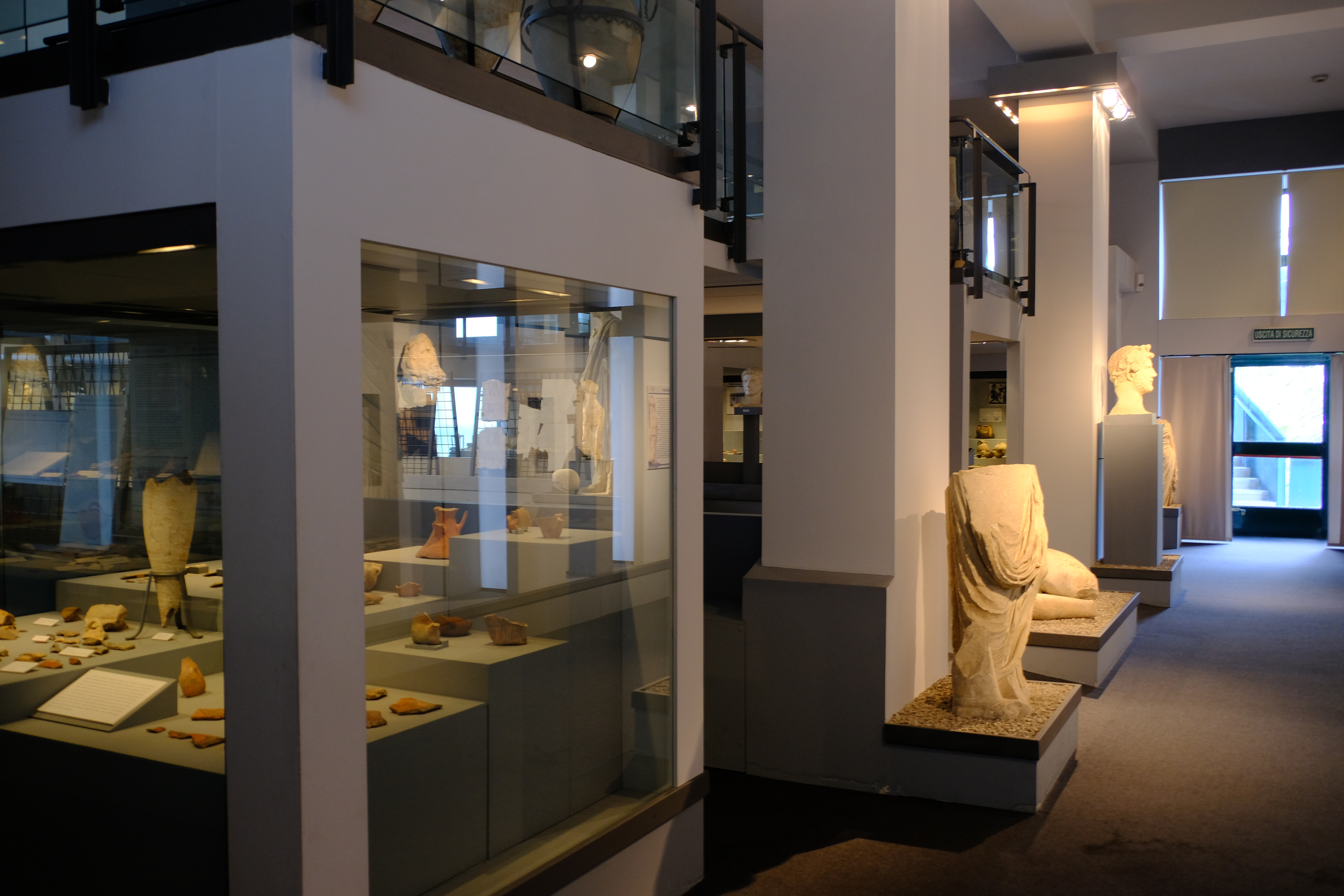
Sala do Museu
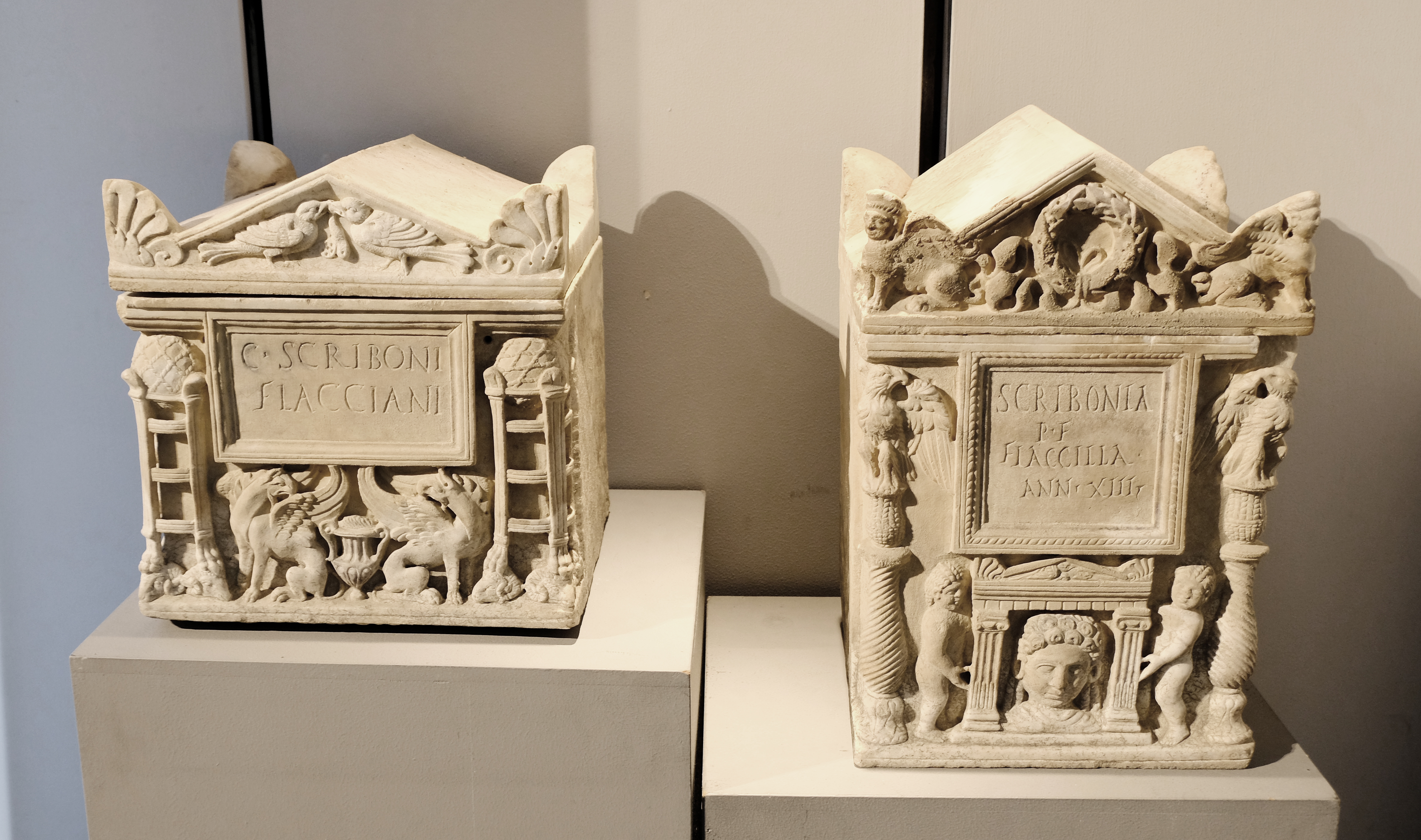
Columbaria de Centuripe
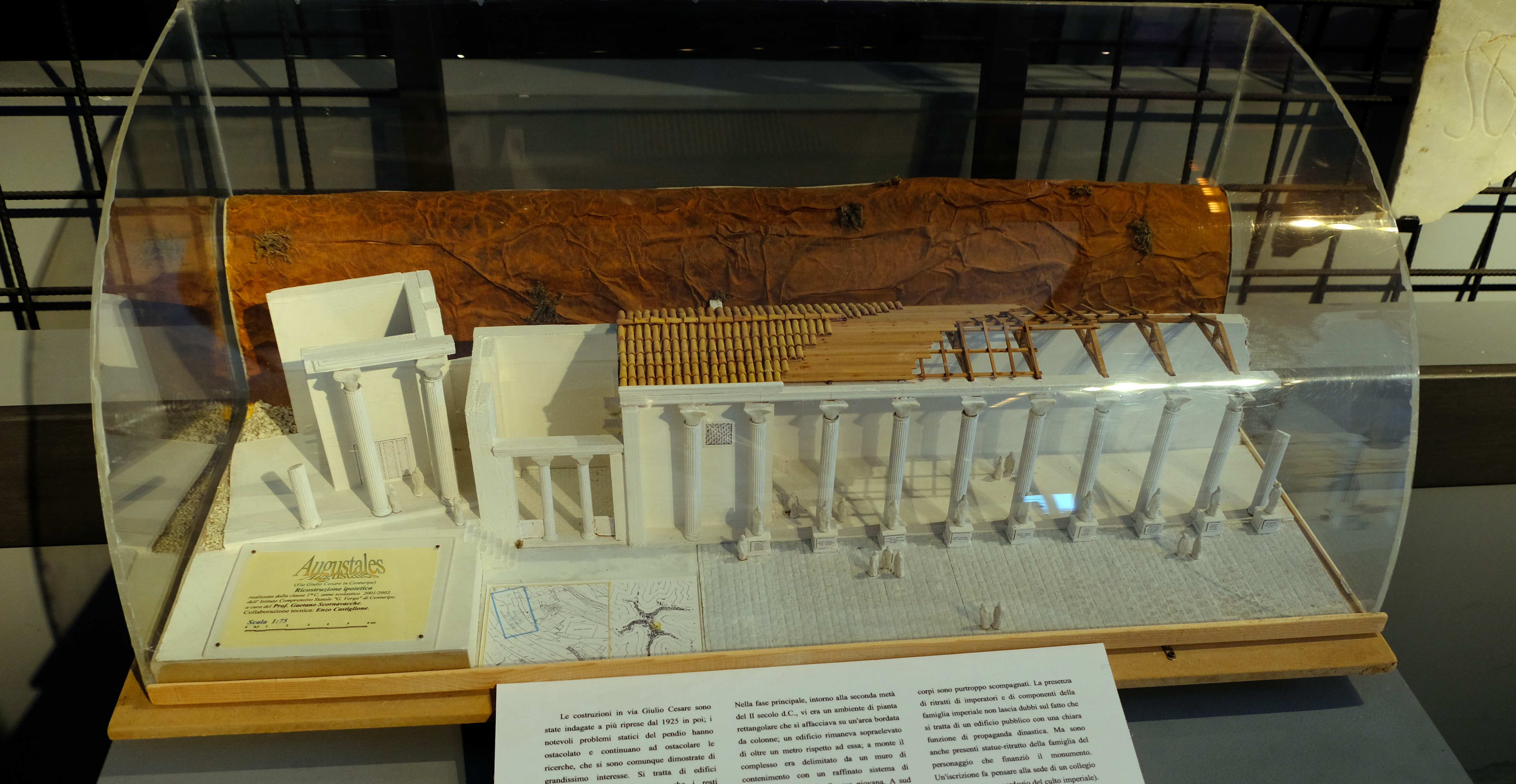
Reconstrução do Complexo de Augustus
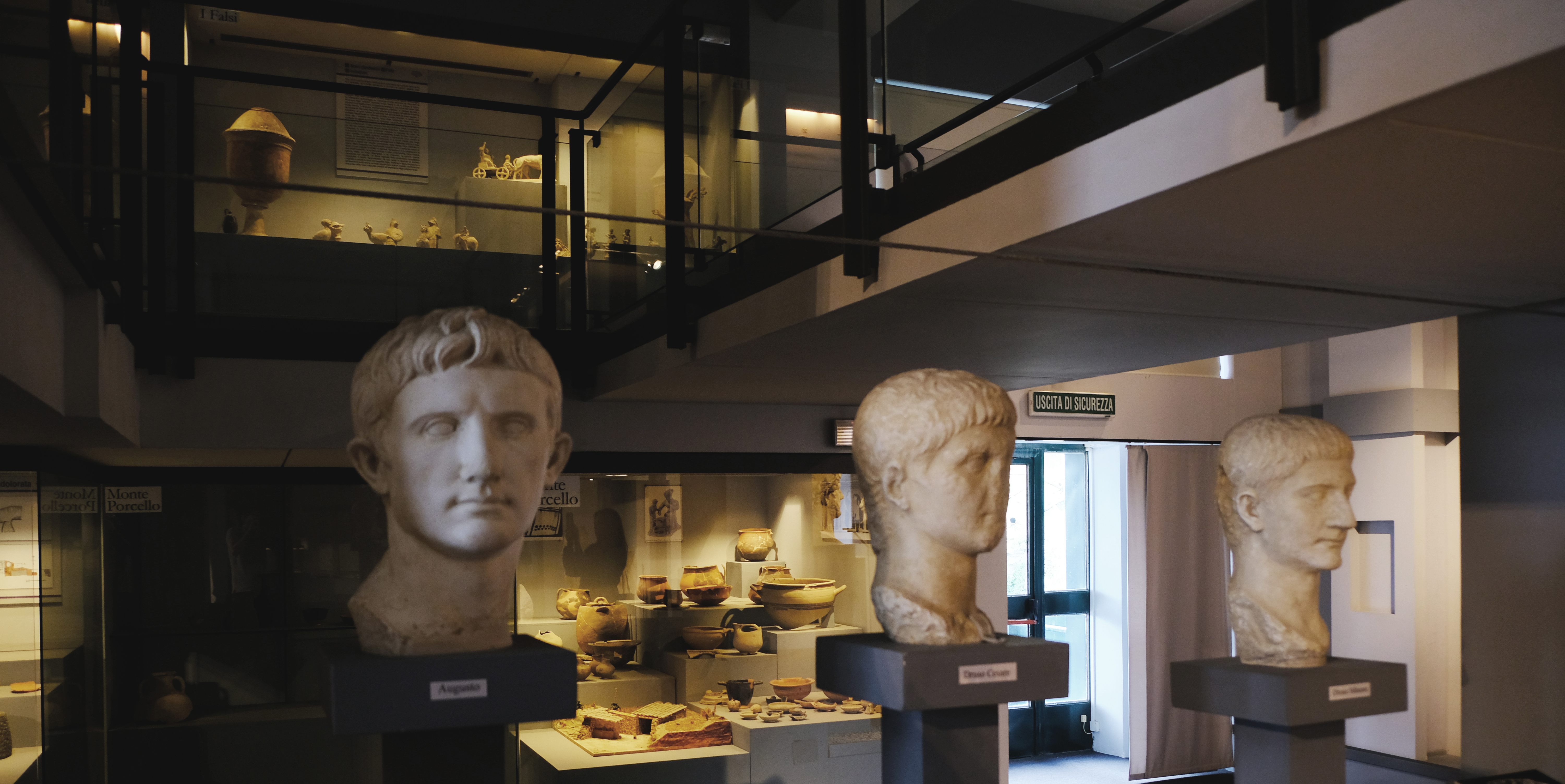
Outra sala do Museu

## Artigos relacionados
- Museu Arqueológico Regional de Aidone
- Museu Arqueológico Regional de Siracusa